# الین سوفی اولسویک
الین سوفی اولسویک (انگلیسی: Ellen Sofie Olsvik؛ زادهٔ ۷ ژوئیهٔ ۱۹۶۲) ورزشکار جهت‌یابی اهل نروژ است.
وی در مسابقات کشوری و بین‌المللی در مجموع برندهٔ ۳ مدال طلا، ۱ مدال نقره شده‌است.